# Nation sioux nakota d'Alexis
Pour les articles homonymes, voir Alexis.
La Nation sioux nakota d'Alexis est une bande indienne de la Première Nation nakota en Alberta au Canada. Ses membres appartiennent à l'ethnie des Stoneys (également appelé Nakodas). Elle possède quatre réserves situées près d'Edmonton, de Hinton et de Whitecourt. En 2016, elle a une population inscrite totale de 1 969 membres. Elle est signataire du Traité 6.

## Démographie
Les membres de la Nation sioux nakota d'Alexis sont des Nakotas de l'ethnie des Stoneys. En avril 2016, elle avait une population inscrite totale de 1 969 membres dont 61 % vivaient sur une réserve. Selon le recensement de 2011, sur une population totale de 805 personnes, l'ensemble de la population connaît l'anglais, 50,9 % connaît une langue autochtone et 2,5 % connaît le français. 29,2 % de la population utilise une langue autochtone à la maison.

## Géographie
La Nation sioux nakota d'Alexis possède quatre réserves, toutes situées en Alberta, dont la plus populeuse et la plus grande en superficie est Alexis 133. La ville importante située la plus près de la bande est Edmonton.
| Nom                       | Superficie ha | Emplacement                       |
| ------------------------- | ------------- | --------------------------------- |
| Alexis 133                | 6 175,20      | 70 km au nord-ouest d'Edmonton    |
| Alexis Cardinal River 234 | 4 661         | 73 km au sud-est de Hinton        |
| Alexis Elk River 233      | 98            | 87 km au sud-est de Hinton        |
| Alexis Whitecourt 232     | 3 544,90      | 13 km au nord-ouest de Whitecourt |

## Gouvernement
La Nation sioux nakota d'Alexis est gouvernée par un conseil de bande élu selon un système électoral basé sur la section 10 de la Loi sur les Indiens.Pour le mandat de 2014 à 2018, ce conseil est composé du chef Clayton (Tony) Alexis et de sept conseillers,. Le chef Tony Alexis est le 15e chef de la bande depuis la signature du Traité 6 avec la Couronne.